# Fachakademie für Sozialpädagogik Maria Stern Nördlingen
Fachakademie für Sozialpädagogik Maria Stern Nördlingen des Schulwerks der Diözese Augsburg ist eine private, staatlich anerkannte, berufsbildende Ausbildungsstätte für Erzieher und Erzieherinnen. Ihr Träger ist seit 1975 das Schulwerk der Diözese Augsburg, das von Bischof Josef Stimpfle ins Leben gerufen wurde. Gegründet wurde die Schule von den Sternschwestern (Franziskanerinnen aus Augsburg), die seit 1868 in Nördlingen in der Erziehung und Bildung junger Menschen tätig sind. Sie kann auf eine über 100-jährige Tradition zurückblicken und ist somit eine der ältesten konfessionell gebundenen Fachakademien für Sozialpädagogik Bayerns.

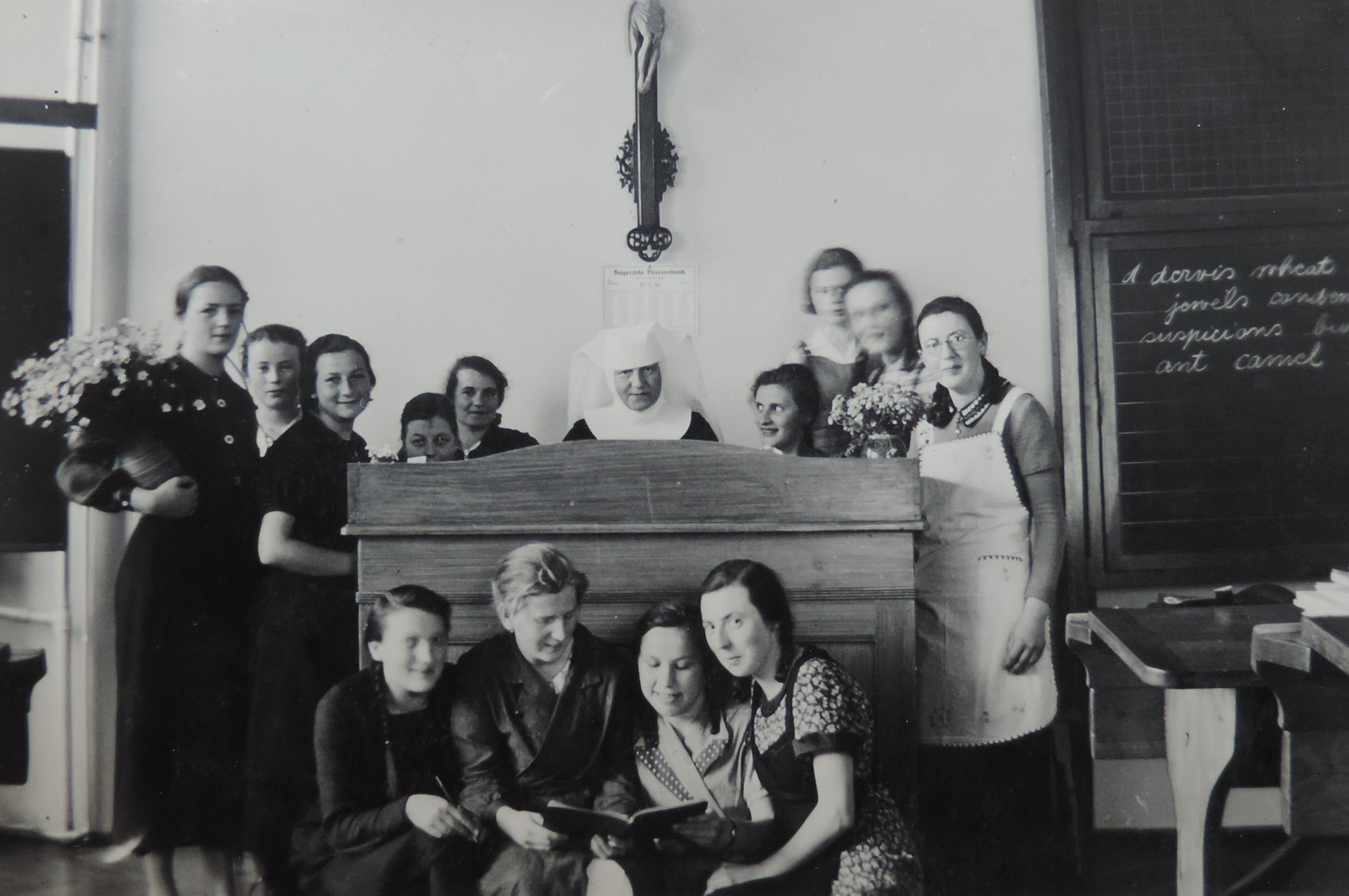
Seminarleiterin Sr. Alfonsa Horle im Kreise der Seminaristinnen, archiviert im Ida-Seele-Archiv

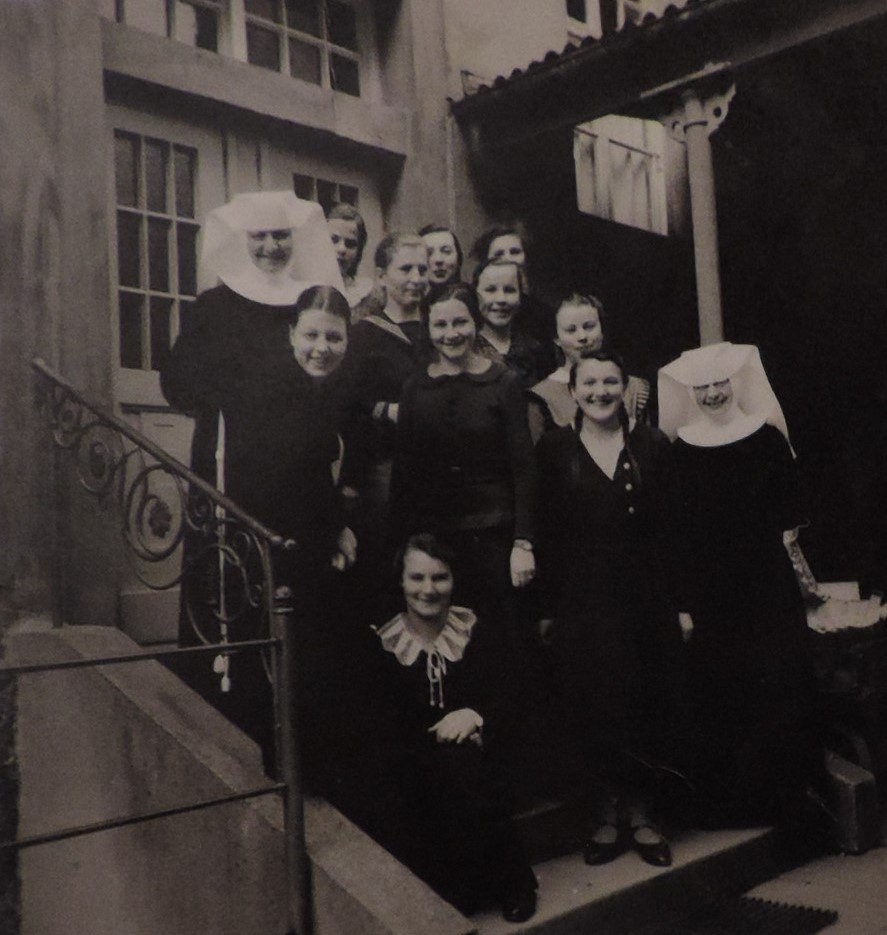
Seminaristinnen mit Lehrschwestern ca. 1930, archiviert im Ida-Seele-Archiv

## Anfänge der Stern-Schwestern
Auf den Wunsch von Stadtpfarrer Michael Wildegger, die Bildung für Mädchen zu verbessern, entsandte Generaloberin M. Salesia Ellersdorfer 1868 vier Schwestern nach Nördlingen: eine war Lehrerin, eine Kindergärtnerin, ein Handarbeitslehrerin und die Oberin unterrichtete Musik und Französisch. Die Schule hatte rasch großen Zulauf.

## Geschichtliche Entwicklung und Gegenwart
Am 7. Mai 1906 genehmigte die Königl. Regierung von Schwaben und Neuburg die Eröffnung eines Seminars für Kindergärtnerinnen in Nördlingen unter der Trägerschaft der Franziskanerinnen von Maria Stern, einer Ordensgemeinschaft, die 1258 in Augsburg gegründet wurde. Die damalige Oberlin des Nördlinger Filialklosters, Sr. Gervasia Kächelein, erkannte die Notwendigkeit einer Ausbildungsstätte, zumal in den „zahlreichen Filialen der Klostergemeinschaft Maria Stern mit seinen angegliederten Kinderbewahranstalten eine große Nachfrage nach gut ausgebildeten Kindergärtnerinnen“ bestand.

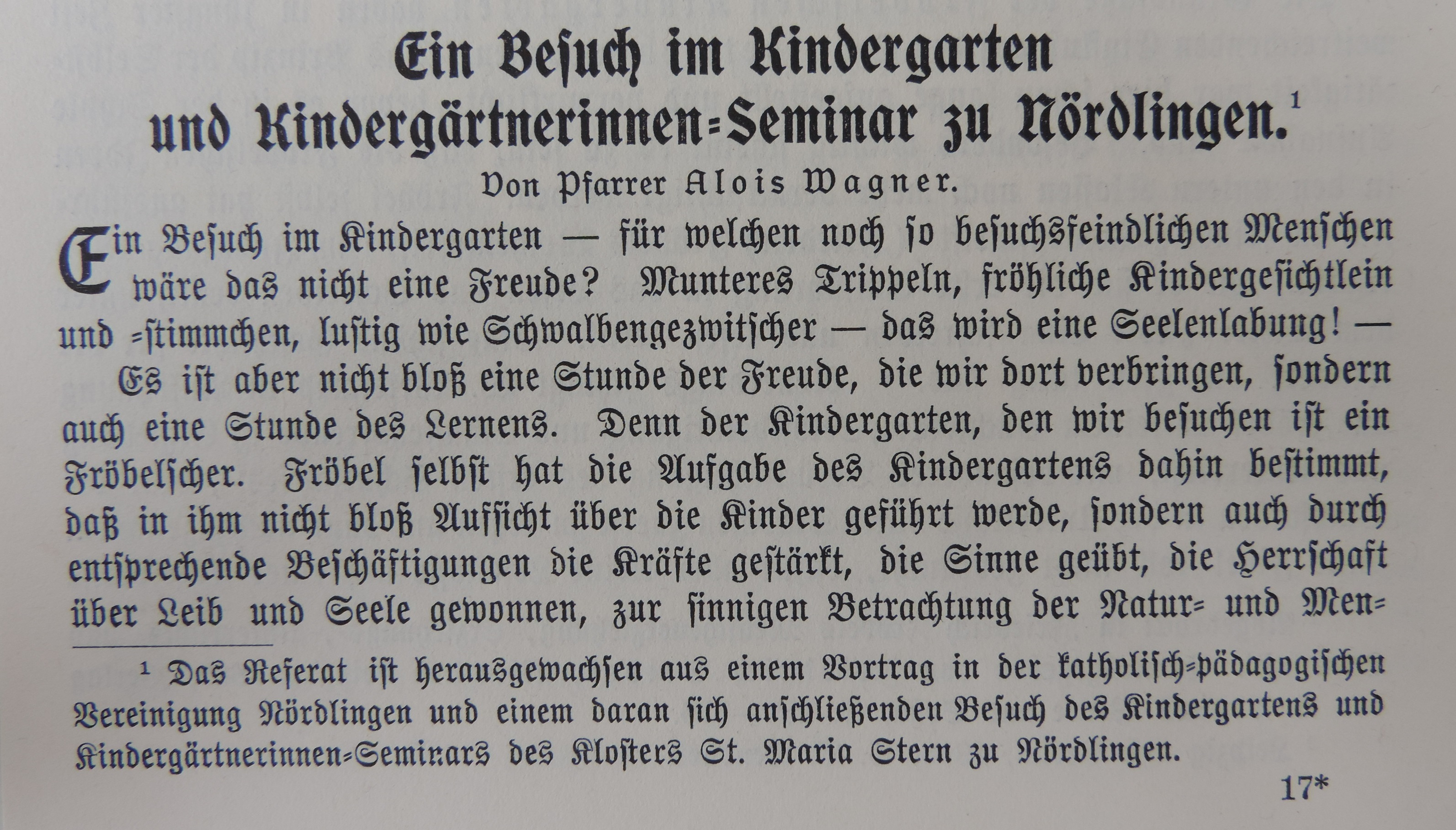
Besuchsprotokoll über Seminar und Kindergarten, archiviert im Ida-Seele-Archiv

In einem zehn Monate umfassenden Kurs sollten Kindergärtnerinnen für Familien und in einem zweijährigen Kurs Kindergärtnerinnen als Leiterinnen von Kindergärten ausgebildet werden. Ferner wurden noch Kinderpflegerinnen und Hortnerinnen für ihren Beruf vorbereitet. In folgende Unterrichtsfächer gliederte sich die Kindergärtnerinnenausbildung:
Erziehungslehre, Kinderpsychologie, Kindergartenlehre, Anleitung zur Einrichtung, Leitung und Verwaltung von Kindergärten, Gesundheitslehre und Schulhygiene, Jugend- und Volksliteratur, Naturkunde, Bürgerkunde und Volkswirtschaftslehre, Haushaltungs- und Gartenkunde, Turnen, Bewegungsspiele und Jugendspiele für die größeren Kinder, Beschäftigungsunterricht, Modellieren, Zeichnen, Nadelarbeit, praktische Anleitungen, Übungen und Lehrproben im Kindergarten, Gesang, Stimmbildungs- und Vortragsübungen, Bügeln, Wahlfächer: Fremdsprachen, Klavier- und Violinspielen und Stenographie. Für die Kindergartenleiterin ist die Erlernung eines Instrument Pflichtfach.
Das Seminar bildete nicht nur den klostereigenen Nachwuchs aus, es war auch offen für weltliche Bewerberinnen, zumal es seinerzeit in der öffentlichen katholischen Kleinkindererziehung (dazu gehörten Bewahranstalten, Kleinkinderschulen und Kindergärten, die nach der Methode Fröbels arbeiteten) an ausgebildetem Personal mangelte. Pfarrer Alois Wagner schrieb 1910: „Die Anstalt in Nördlingen verbreitet großen Segen. Seit 1906, wo das Kindergärtnerinnen-Seminar eröffnet wurde, entläßt sie alljährlich ein halbes Hundert Schülerinnen, die berufen sind, in die zarten Kinderherzen christliches Denken und Fühlen hineinzusenken“.

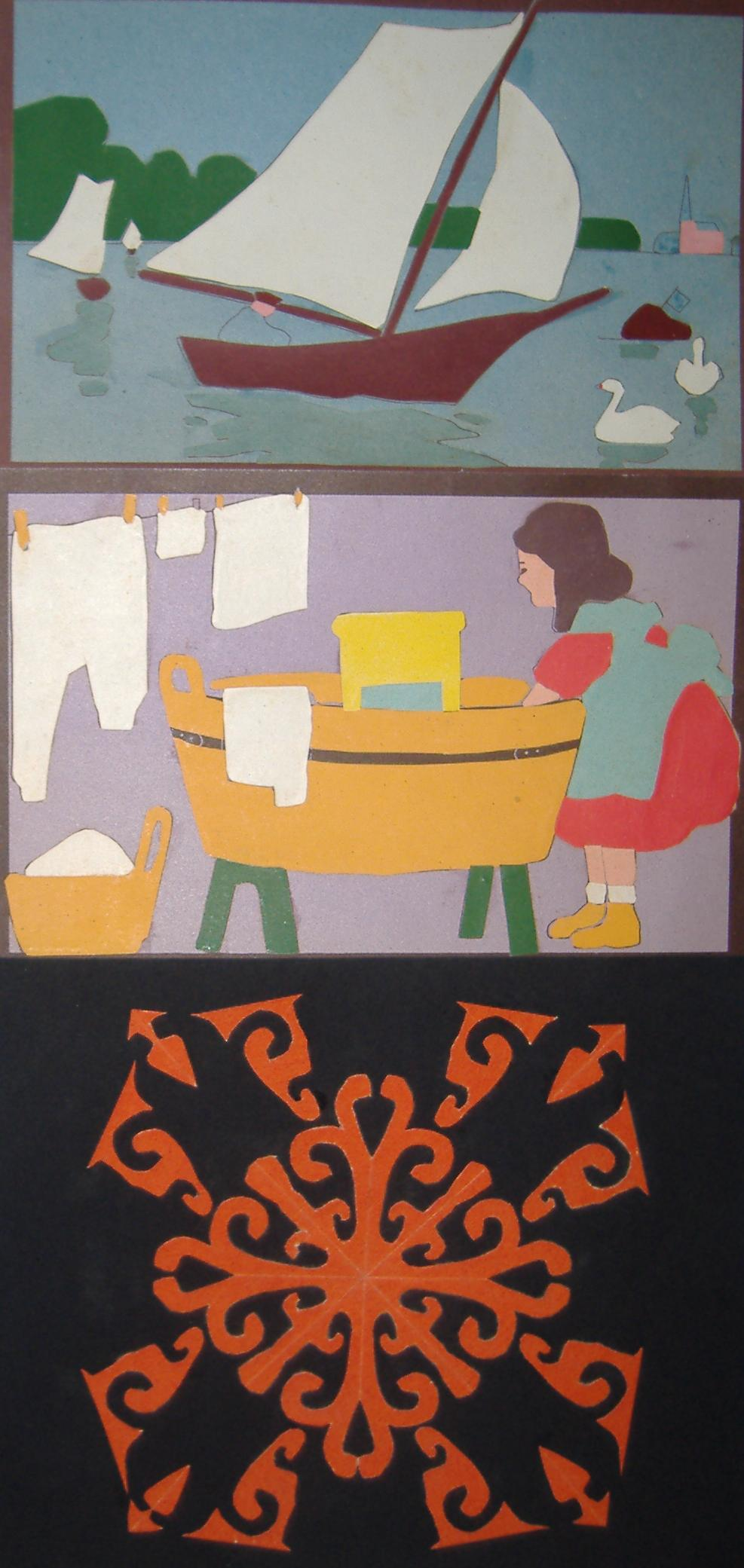
Aus der Fröbel’schen Beschäftigungsmappe der Seminaristin Karolina Riedlinger. Genannte absolvierte von 1913 bis 1915 den zweijährigen Kurs zur Ausbildung von Kindergärtnerinnen als Leiterinnen von Kindergärten, archiviert im Ida-Seele-Archiv

1928 wurde die Kindergärtnerinnenausbildung mit der Ausbildung zur Hortnerin in einem zweijährigen Lehrgang zusammengefasst. Folgend nannte sich die Ausbildungsstätte Kindergärtnerinnen- und Hortnerinnenseminar Maria Stern Nördlingen.
In der Zeit der Nazi-Diktatur war das klösterliche Seminar dem Misstrauen des Staatsapparates besonders ausgesetzt. Die unterrichtenden Klosterschwestern wurden immer wieder auf ihre Loyalität dem Staat gegenüber überprüft.
Am 11. Februar 1941 verfügte das Bayerische Staatsministerium für Unterricht und Kultus:
Die konfessionell gebundenen sozialpädagogischen Seminare sind im Laufe dieses Jahres in die Hand eines öffentlichen körperschaftlichen Schulträgers überzuleiten... Die Leiterinnen... ist mitzuteilen, daß mit Beginn des Schuljahres 1941/42 Neuaufnahmen nicht mehr stattfinden dürfen.
Ein Widerspruchsversuch der Schulleiterin, Sr. M. Xaveria Kiechle, blieb erfolglos, das Seminar musste mit Ende des Schuljahres 1941/42 nach 35-jähriger Tätigkeit seine Tore schließen. Gleichzeitig wurde auch der Seminarkindergarten aufgelöst und das Schulgebäude in ein Lazarett umgewandelt.
Nach Kriegsende stellte das Kloster Maria Stern Nördlingen an die Militärregierung von Frankfurt den Antrag auf Wiedereröffnung des Kindergärtnerinnenseminars Maria Stern Nördlingen. Bereits am 17. November 1945 kam das benötigte Approval for the reopening of the seminary for kindergarden teachers. Neun Tage später wurde die Ausbildung im Seminar mit 13 Schülerinnen offiziell wieder aufgenommen. 1946 wurde ein 2. Seminarkindergarten angegliedert und 1950 ein Seminarhort eröffnet.
Der Ausbildungsstätte, die 1968 zur Fachschule für Sozialpädagogik und 1973 zur Fachakademie für Sozialpädagogik umgewandelt wurde, erlangte schnell einen guten Ruf, weit über die Grenzen der Stadt und der heimatlichen Region hinaus. Die wachsende Anzahl von Bewerberinnen führte zu einer permanenten Raumnot, die 1986 mit einem Neubau eines umfassenden klösterlichen Bildungszentrums, das heute die Fachakademie für Sozialpädagogik, eine Realschule, eine Kinderkrippe, einen Kindergarten und einen Hort umfasst, behoben wurde.
Um das Jahr 2000 beabsichtigte das Schulwerk der Diözese Augsburg die Ausbildungsstätte mit der Fachakademie für Sozialpädagogik Dillingen zu vereinen und in das Kloster Maria Medingen zu verlegen, da dort die klösterliche Realschule aufgelöst wurde. Doch durch die entschiedene Intervention des damaligen Oberbürgermeisters von Nördlingen „beim damaligen, verständnisvollen Finanzdirektor der Diözese Augsburg, Prälat Eugen Kleindienst, konnte die Gefahr abgewendet werden“.
2001 erhielt die zweizügig geführte Fachakademie für Sozialpädagogik Maria Stern Nördlingen erstmals eine weltliche Führung. Zum Schuljahresende wurden die Schwestern des Klosters Maria Stern Nördlingen aus der Fachakademie feierlich verabschiedet. Im gleichen Jahr erfolgte die Umwandlung des bisherigen einjährigen Vorpraktikums zum zweijährigen Sozialpädagogischen Seminar, das mit der Berufsbezeichnung Staatlich geprüfte/r Kinderpfleger/in endet.
Die Bildungsinstitution nimmt am europäischen Bildungsprogramm Leonardo da Vinci teil, dadurch kann sie jährlich ca. 30 Studierenden einen Auslandsarbeitsaufenthalt in Österreich, Irland, England oder Spanien ermöglichen. Ferner finden Kontakte zwischen Studierenden der Fachakademie und Studentinnen der Katholischen Universität Eichstätt-Ingolstadt statt.
Bei Erfüllung der vorgeschriebenen Aufnahmebedingungen (siehe dazu: Fachakademie für Sozialpädagogik) ist die Fachakademie für Sozialpädagogik Maria Stern Nördlingen offen für alle Bewerber, unabhängig von ihrer Religionszugehörigkeit.
2009 wurde die Bildungsinstitution mit dem Rieser Kulturpreis ausgezeichnet. In ihren Jahresberichten thematisiert die Fachakademie für Sozialpädagogik Maria Stern in Nördlingen die Vielzahl ihrer Bildungsangebote und offenbart die Chance für Zusatzqualifikationen wie beispielsweise ein Praktikum im Seniorenheim oder Biographie-Arbeit in Kooperation mit dem Stadtarchiv Nördlingen.
Seit dem Schuljahr 2009/2010 kann die Trainerlizenz „Übungsleiter C – Breitensport Kinder/Jugendliche“ erworben werden. Wenig später folgte eine Kooperation mit der Antonio-Rosetti-Musikschule sowie dem Kindergarten Wallerstein zur musikalischen Frühförderung.
Mit dem Schuljahr 2012/2013 wurde die „Externen-Prüfung“ (Zielgruppe: Abiturienten) für den Berufsabschluss „staatlich geprüfte/r Kinderpfleger/in“ im Rahmen eines einjährigen sozialpädagogischen Praktikums eingeführt.
Seit dem Schuljahr 2014/2015 wird die Zusatzqualifikation „Fachkompetenz im Sozialraum Schule“ angeboten. Daneben konnte angesichts der franziskanischen Wurzeln am 21. März 2014 eine Franziskus-Statue (Gestaltung: Sr. Nicole Oblinger, OSF) im Eingang der Fachakademie platziert werden.
Im Schuljahr 2015/2016 erfolgte aufgrund anhaltend hoher Bewerberzahlen die Erweiterung zur Dreizügigkeit.
Am 6. und 7. Mai 2016 feierte die Fachakademie Maria Stern ihr 110-jähriges Bestehen, das mit einem ökumenischen Gottesdienst in St. Salvator und einem Festakt mit geladenen Gästen und den Studierenden der Ausbildungsstätte eingeläutet wurde.
Weiterhin nimmt die Fachakademie beginnend mit dem Schuljahr 2016/2017 am Modellversuch „OptiPrax“ (Modell 2) des bayerischen Staatsministeriums für Unterricht und Kultus als erste Fachakademie in Schwaben teil. Damit soll dem aktuellen Erziehermangel entgegengewirkt werden, indem Bewerber mit Abitur oder Fachabitur eine verkürzte Ausbildung absolvieren können, wobei gleichzeitig die hohe Qualität der generalistischen Ausbildung aufrechterhalten wird. Im Schuljahr 2018/19 hat der erste Jahrgang des erfolgreichen Modellversuchs die Ausbildung abgeschlossen.
Als eine von vier Schulen des Schulwerks der Diözese Augsburg, Träger von insgesamt 40 katholischen Schulen, nimmt die Fachakademie am ersten Durchlauf des Pilotprojektes „Streck deine Hand aus ...“ teil. Unter wissenschaftlicher Leitung von Klaus Zierer (Ordinarius für Schulpädagogik an der Universität Augsburg) soll die pädagogische Arbeit nach den Ergebnissen der Hattie-Studie zur Bedeutung der Lehrer-Schüler-Beziehung für den Lernerfolg ausgerichtet werden. In einer Fortbildungsreihe für das ganze Kollegium über insgesamt ein Jahr werden Inhalte und Ergebnisse der Hattie-Studie vertieft, angewandt und reflektiert, um eine nachhaltige Qualitätsentwicklung zu ermöglichen.
Im Herbst 2020 erweiterte die Schule ihr Angebot um die Ausbildung zur Pädagogischen Fachkraft für Grundschulkindbetreuung (erste Schule in Schwaben). Ausbildungsvoraussetzung ist ein mittlerer Bildungsabschluss, eine abgeschlossene Ausbildung und ein Praktikum im Vorfeld. Die Ausbildung dauert zwei Jahre: ein Studienjahr und ein vergütetes Praktikumsjahr.
Die Fachakademie hat sich 2020 außerdem der Träger- und Maßnahmenzertifizierung unterzogen, sodass Bewerber nun Bildungsgutscheine der Agentur für Arbeit erhalten können.

## Leitbild
Das Leitbild der Schule beruht auf der Grundüberzeugung eines christlichen Welt- und Menschenbildes. Neben der Vermittlung wissenschaftlich fundierter Lehrinhalte und der Förderung von Fach- und Sachkompetenz ist die Persönlichkeitsbildung der Studierenden ein besonderes Anliegen der katholischen Bildungsstätte.

## Schulleiterinnen/Schulleiter
- 1906 Auguste Rösch
- 1906–1924 Sr. M. Leonardine Werb
- 1924–1931 Sr. M. Gertrudis Fackler
- 1931–1935 Sr. M. Xaveria Kiechle
- 1935–1938 Sr. M. Alfonsa Horle
- 1938–1942 Sr. M. Xaveria Kiechle
- 1945–1958 Sr. M. Xaveria Kiechle
- 1958–1961 Sr. M. Wigberta Keßler
- 1961–1981 Sr. M. Rosa Spengler
- 1981–2000 Sr. M. Alexandra Druckmiller
- 2000–2001 Sr. M. Sigrid Ritzer
- 2001–2002 Siegfried Fuchs (kommissarisch)
- 2002–2022 Sigrid Christeiner
- seit 2022 Timo Meister[12]

## Ehemalige
- Sr. Maria Aloysia Löwenfels
- Margit Franz https://www.margitfranz.de/margit-franz/%C3%BCber-mich/